# 滨松市

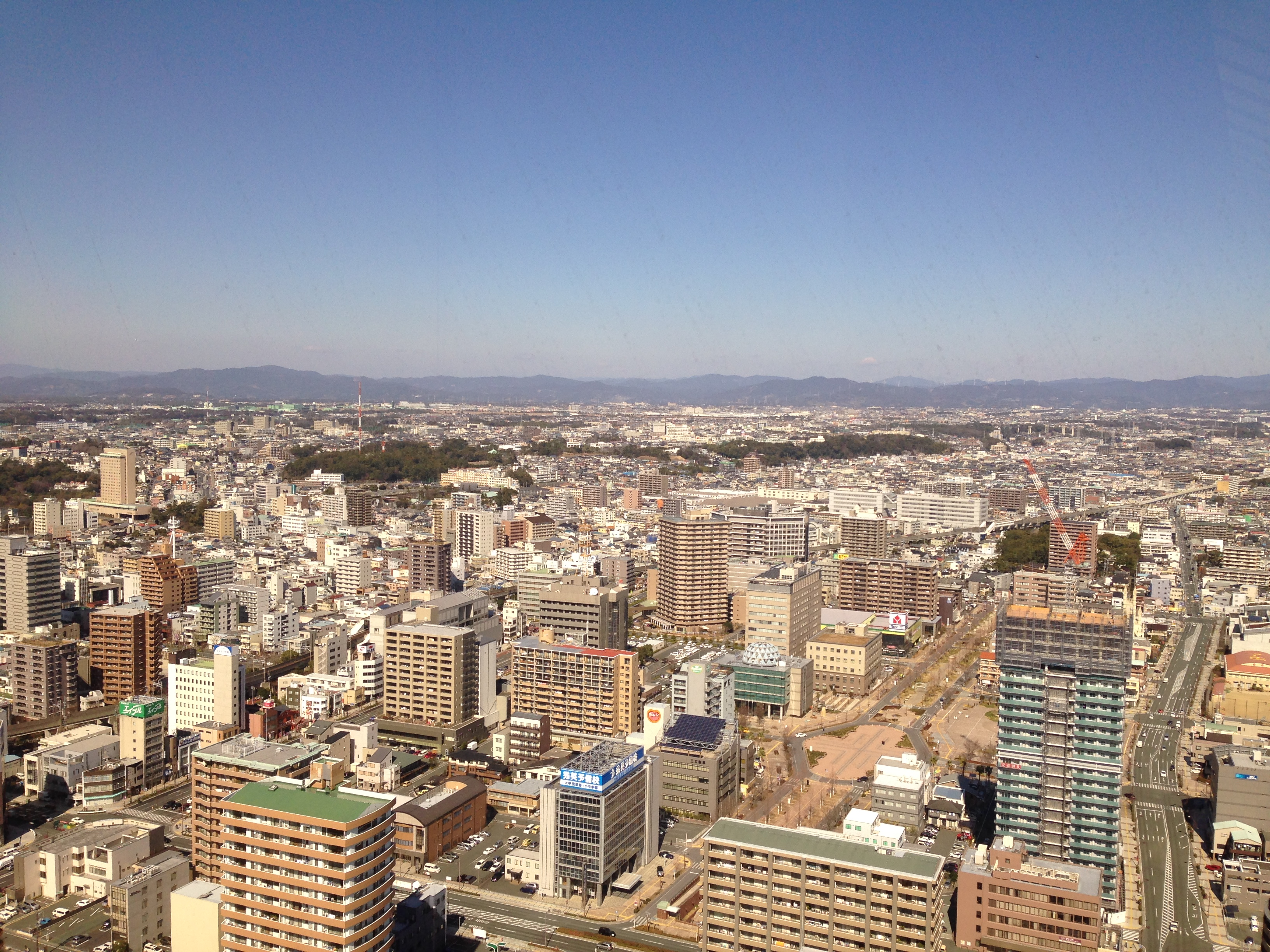
濱松市遠景

濱松市（日语：／ Hamamatsu shi */?）是位於日本靜岡縣西部遠州地區的市，也是靜岡縣第2個政令指定都市，人口約77萬，為靜岡縣內人口最多的市町村，轄區面積為1,558.04平方公里，是日本面積第二大的市，僅次於岐阜縣高山市。其為日本重要的工業都市，鈴木、本田、山葉等日本大型企業都是創業於此。
濱松最早是江戶時代的城下町，也是當時東海道的宿場町之一。1911年7月1日，濱松正式建市。2005年7月1日，濱松市和附近的多個市町村進行合併，市域面積大幅擴大。2007年4月1日，濱松市與新潟縣新潟市同時升格為政令指定都市。現在全市分為中央區、濱名區、天龍區3區。

## 历史
濱松市歷史悠久。在濱北區根堅洞窟發現了約1萬4000年至1萬8000年之前的人骨，顯示濱松自這一時期開始就有人類活動。在中區還發現了約4,000至3,000年前，繩紋時代後期的遺跡。進入奈良時代後，濱松一帶地區的人類活動更加活躍。這一時期濱松被稱為「濱津」，這亦是今日「濱松」這一名稱的起源。1570年時，德川家康攻占濱松地區的曳馬城，並將其改名為濱松城。在江戶時代，濱松是一座城下町。江戶幕府有6位老中都是出身自濱松城，使得濱松城有「出世城」之稱。此外，由於濱松位於東海道途中，因此濱松在江戶時代曾是一座宿場町（濱松宿），大小旅館林立。1709年時，濱松有1,386戶，人口有4,336人。

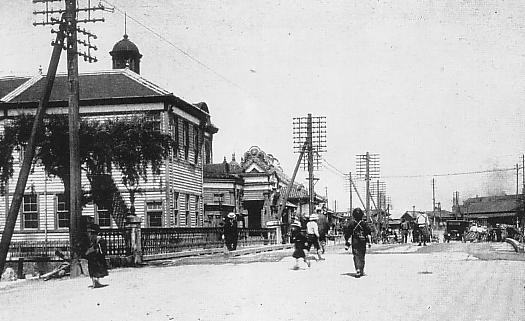
明治、大正時期的濱松市

明治維新之後，隨著廢藩置縣的進行，1871年12月，濱松成為濱松縣的縣廳所在地。不過在1876年，濱松縣被合併入靜岡縣，濱松市亦被劃入靜岡縣。1887年，日本首台風琴就是在濱松市製造，從此開始了濱松市樂器之城的歷史。1889年，東海道本線濱松站開業，濱松市的交通狀況大為改善。1889年4月1日，濱松町正式成立。1911年，濱松町又升格成為濱松市，當時濱松市的人口有36,782人。20世紀前期是濱松市工業的起步期。隨著山葉的企業的發展，濱松市的樂器產業日益發展。同時濱松亦建有眾多軍需工廠，這亦確立了濱松在戰後發動機工業的基礎。但在1944年，濱松市在東南海地震中嚴重受災。加上二戰期間，擁有眾多軍需工廠的濱松市多次受到美軍空襲。二戰期間濱松市共受到27次空襲和艦砲射擊、有約5000人在空襲中死亡或受傷。濱松市因戰火而幾乎化為廢墟。
濱松市在戰後迅速開始復興。濱松市在戰後多次和附近市町村合併，市域面積和人口都大幅增加。1982年，濱松市的人口超過50萬。1964年，東海道新幹線正式開通並在濱松市設站。之後在1969年，東名高速公路亦竣工通車。這兩條交通動脈的完成大幅改善了濱松市的聯外交通。濱松市的經濟在戰後亦有大幅發展。1946年，本田宗一郎在濱松創建了本田技術研究所，並且製造了本田公司的第一輛機車，開啟了濱松市機車製造業的歷史。隨著本田取得成功，鈴木織機和山葉也開始製造機車，濱松市的機車製造業迅速發展，成為繼樂器之後濱松市的另一大支柱產業。1982年，濱松市建立了科學園區，科技亦開始成為濱松市的重要產業:89-96。1996年，濱松市成為中核市。2005年，濱松市和濱北市、天龍市、引佐郡引佐町、細江町、三日町、濱名郡雄踏町、舞阪町、磐田郡佐久間町、水窪町、龍山村、周智郡引佐町春野町合併。2007年，濱松市正式成為政令指定都市。

## 地理

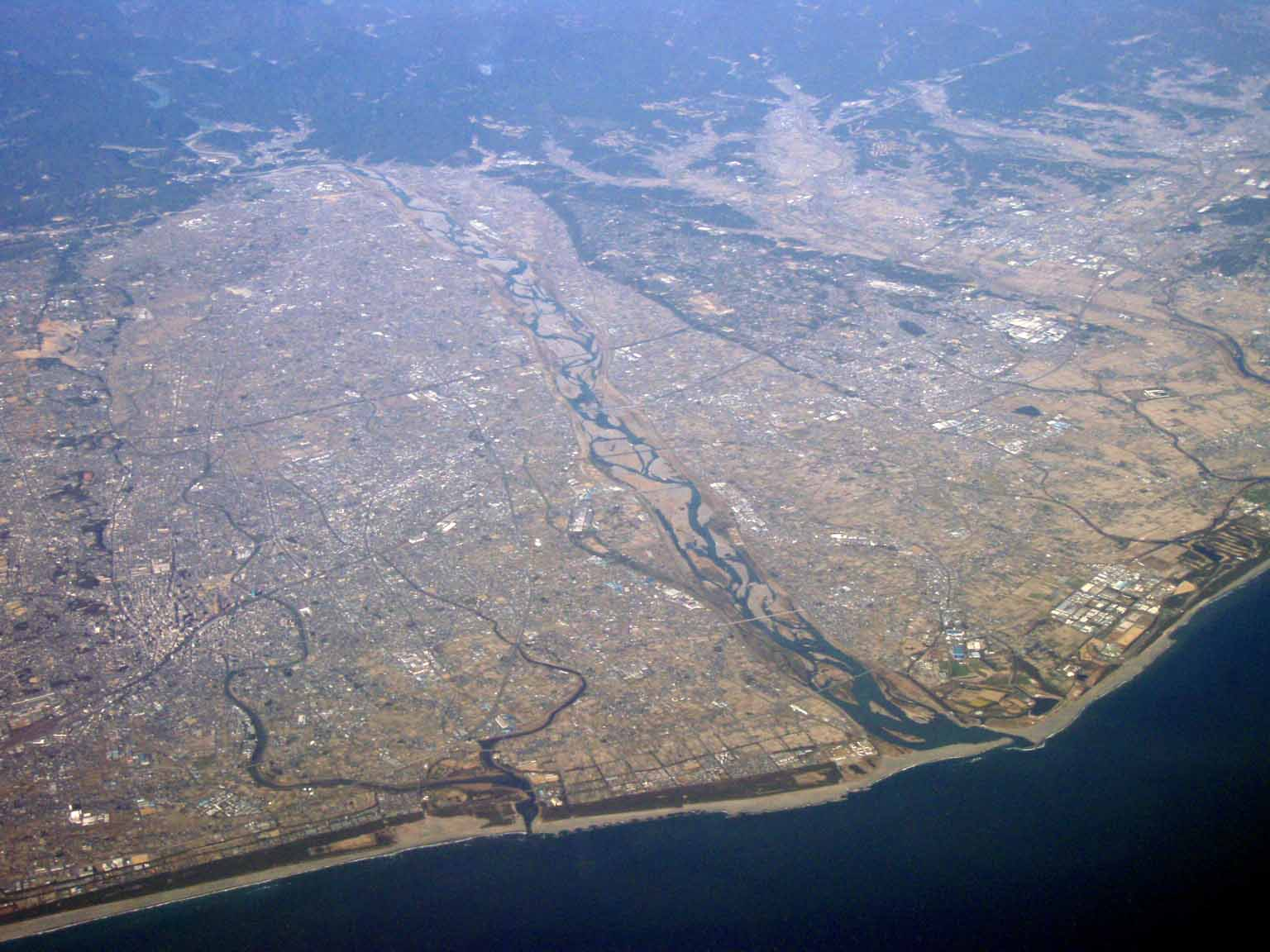
濱松市市區空拍照片

濱松市位於日本的太平洋沿岸工業帶，地處東京和大阪的中間位置。濱松市是日本面積第二大市，僅次於岐阜縣高山市。而寬闊的面積亦使得濱松市擁有多樣的地貌。濱松市北部地區屬赤石山系，大多為山林所覆蓋，人口也較為稀少。濱松市的森林面積達103,000公頃，市域面積的約68%被森林所覆蓋。市區則主要集中於南部的平原地區。濱松市最南部的遠州灘海岸則擁有日本少見的連綿沙灘。天龍川流經濱松市東部地區，是濱松市最重要的河流。濱名湖位於濱松市西部，面積70.4平方公里，平均水深4.8米，南部深度較淺北部則湖水較深。由於有海水流入，濱名湖是一座汽水湖，水產資源亦十分豐富。

### 氣候
和靜岡縣的大多數地區一樣，濱松市氣候溫暖。濱松市的年均降水量達1,875.5毫米，年均日照時間達2,156.8小時，年平均氣溫則有16攝氏度。但在冬季，濱松市時有較強的西北季節風吹拂，使得體感溫度比實際溫度要低。在濱松市的山區地區，夏季時有焚風吹襲，導致氣溫有時會急劇升高。而在冬季，雖然山區地區的天龍區水窪町被指定為豪雪地帯，市中心則氣候溫暖極少降雪。2020年8月17日，濱松市氣象站觀測到氣溫41.1攝氏度記錄，追平日本最高記錄。
| 滨松                                  | 滨松        | 滨松        | 滨松         | 滨松         | 滨松         | 滨松         | 滨松         | 滨松         | 滨松         | 滨松         | 滨松         | 滨松        | 滨松            |
| 月份                                  | 1月         | 2月         | 3月          | 4月          | 5月          | 6月          | 7月          | 8月          | 9月          | 10月         | 11月         | 12月        | 全年            |
| ------------------------------------- | ----------- | ----------- | ------------ | ------------ | ------------ | ------------ | ------------ | ------------ | ------------ | ------------ | ------------ | ----------- | --------------- |
| 历史最高温 °C（°F）                   | 20.7 (69.3) | 22.5 (72.5) | 24.9 (76.8)  | 28.1 (82.6)  | 31.8 (89.2)  | 36.7 (98.1)  | 38.6 (101.5) | 41.1 (106.0) | 36.6 (97.9)  | 32.1 (89.8)  | 27.1 (80.8)  | 23.2 (73.8) | 41.1 (106.0)    |
| 平均高温 °C（°F）                     | 10.1 (50.2) | 11.1 (52.0) | 14.3 (57.7)  | 19.3 (66.7)  | 23.0 (73.4)  | 25.8 (78.4)  | 29.4 (84.9)  | 31.1 (88.0)  | 28.2 (82.8)  | 23.1 (73.6)  | 17.9 (64.2)  | 12.7 (54.9) | 20.5 (68.9)     |
| 日均气温 °C（°F）                     | 5.9 (42.6)  | 6.5 (43.7)  | 9.7 (49.5)   | 14.7 (58.5)  | 18.7 (65.7)  | 22.0 (71.6)  | 25.7 (78.3)  | 27.0 (80.6)  | 24.1 (75.4)  | 18.8 (65.8)  | 13.5 (56.3)  | 8.4 (47.1)  | 16.3 (61.3)     |
| 平均低温 °C（°F）                     | 2.5 (36.5)  | 2.7 (36.9)  | 5.6 (42.1)   | 10.4 (50.7)  | 14.9 (58.8)  | 19.0 (66.2)  | 23.0 (73.4)  | 24.0 (75.2)  | 21.0 (69.8)  | 15.3 (59.5)  | 9.8 (49.6)   | 4.8 (40.6)  | 12.8 (55.0)     |
| 历史最低温 °C（°F）                   | −4.9 (23.2) | −5.4 (22.3) | −3.2 (26.2)  | 0.7 (33.3)   | 6.3 (43.3)   | 11.2 (52.2)  | 15.3 (59.5)  | 17.7 (63.9)  | 12.4 (54.3)  | 5.6 (42.1)   | 0.7 (33.3)   | −4.1 (24.6) | −5.4 (22.3)     |
| 平均降水量 mm（）                     | 57.0 (2.24) | 78.3 (3.08) | 149.4 (5.88) | 167.5 (6.59) | 190.5 (7.50) | 241.3 (9.50) | 190.0 (7.48) | 150.8 (5.94) | 248.9 (9.80) | 164.5 (6.48) | 118.8 (4.68) | 52.3 (2.06) | 1,809.1 (71.22) |
| 平均相對濕度（％）                    | 58          | 57          | 60           | 65           | 71           | 78           | 80           | 77           | 75           | 70           | 66           | 61          | 68              |
| 月均日照時數                          | 196.5       | 184.2       | 191.0        | 195.6        | 195.8        | 148.3        | 177.5        | 222.6        | 161.0        | 165.9        | 170.0        | 199.5       | 2,207.9         |
| 来源：日本氣象廳（1981年-2010年數據） |             |             |              |              |              |              |              |              |              |              |              |             |                 |

## 政治
在日本眾議院選舉中，濱松市分屬三個選舉區。東區和南區、中區的大部分地區屬於靜岡縣第8區；西區、北區、濱北區及天龍區的大部分地區和中區和南區的小部分地區屬於靜岡縣第7區；天龍區的小部分地區則與磐田市、袋井市、掛川市、菊川市、御前崎市的一部分以及森町同屬靜岡縣第3區。在傳統上來看，濱松市是自民黨較強的地區。但在2021年眾議院選舉時，靜岡3區及8區均由立憲民主黨候選人當選。
而在市政方面，現任濱松市長是鈴木康友。他曾是民主黨的眾議院議員。2007年5月1日，他參加濱松市市長選舉並以203,923票當選。2011年市長選舉時，由於沒有競爭對手登記參選，鈴木無投票當選，連任濱松市長。這也是日本的政令都市市長選舉中首次出現無投票當選。鈴木康友在2015年和2019年也成功連任。2023年，中野祐介當選濱松市市長。濱松市議會共有46個議席。議會的最大黨派是自民黨，擁有7個議席。此外公明黨、日本共產黨、社民黨等政黨也在濱松市議會擁有議席。無黨籍人士在濱松市議會有30個議席。

## 經濟

### 農業
濱松市的農業產出額位居日本第四，總農家數位居日本第一，是日本前列的農業大市。就生產金額來看，濱松市最重要的農產品是柑橘，其次依次是大米、菊花、肉牛、蜜瓜、茶葉和牛奶。濱松的柑橘頗為著名，濱名湖柑橘銷售至日本各地，其中又以三日柑橘最具盛名，是濱松柑橘中的高級品種。濱松的另一代表名產是鰻魚。濱名湖的鰻魚養殖業開始於1900年:222，現在仍然是日本最重要的鰻魚養殖產地之一。濱松市的林業也頗為發達，天龍區北部地區是東海地區著名的林業地帶。

### 工業

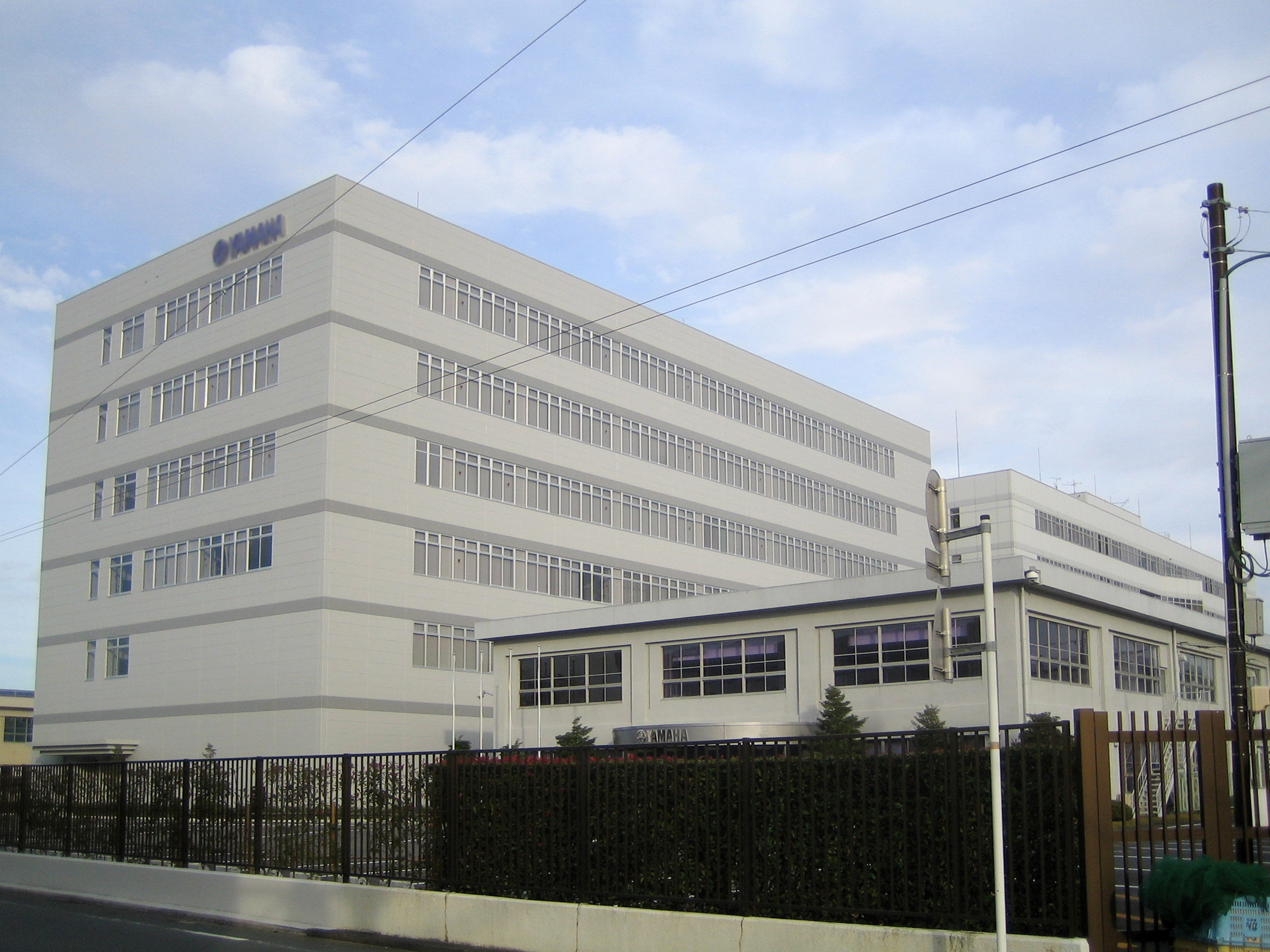
山葉公司在樂器和機車產業上都有重要地位，可說是最能代表濱松產業特色的企業

濱松市是日本重要的工業都市，鈴木、山葉等日本位居前列的大企業現在仍將總部設在濱松市。2010年時，濱松的工業品出產金額達1兆9795億日元。濱松市現代產業的發展開始於纖維工業。在1935年時，纖維產業產品的生產金額占到濱松總工業生產金額的70%:217。在戰後，樂器產業和機車產業迅速發展，和纖維產業並列成為濱松市三大產業。在樂器產業方面，日本首架風琴和鋼琴都是在濱松製造。
現在日本三大樂器企業山葉、河合樂器製造公司和樂蘭公司的總部均位於濱松市。濱松樂器產業最主要的產品是鋼琴。在山葉將其鋼琴工廠自濱松遷至掛川工廠之前，濱松市佔去日本鋼琴市場生產份額的100%。除了鋼琴之外，濱松市的管樂器產量亦居於日本前列。濱松市各樂器企業還將其生產電子樂器的經驗應用在其他產業上，使得濱松市在日本半導體產業中亦有一席之地:221。
機車產業是濱松另一大支柱產業，日本四大機車生產企業中，鈴木、本田和山葉都是發祥於濱松。機車製造業除了帶動零部件產業一併發展外，亦促進了汽車產業的成長。
除了三大產業之外，濱松的科技產業、光電產業亦頗為發達。1926年，高柳健次郎在濱松進行電視機映像實驗，是為日本電視產業之始。此外，濱松市亦是日本首個底片和國產客運飛機的誕生地。

### 服務業
濱松市的郊外地區人口較多，人口集中地區人口佔總人口的比重相對較低，加上汽車社會的進展，使得濱松市中心的商業陷入蕭條。相反的是郊外有眾多大型購物中心。現在濱松市內的百貨商店僅有濱松站前的遠鐵百貨店一家。
在金融業方面，遠州信用金庫和濱松信用金庫這兩家金融機構的總部設在濱松。此外三井住友銀行、三菱東京UFJ銀行、瑞穗銀行、里索那銀行、靜岡銀行、駿河銀行、清水銀行、靜岡中央銀行、愛知銀行、名古屋銀行在濱松亦設有支行。
由於濱松市內巴西僑民眾多，因此巴西銀行在濱松開有支行、巴西外交部亦於濱松市設有總領事館，為該市唯一一個外國駐日本機構。

## 文化

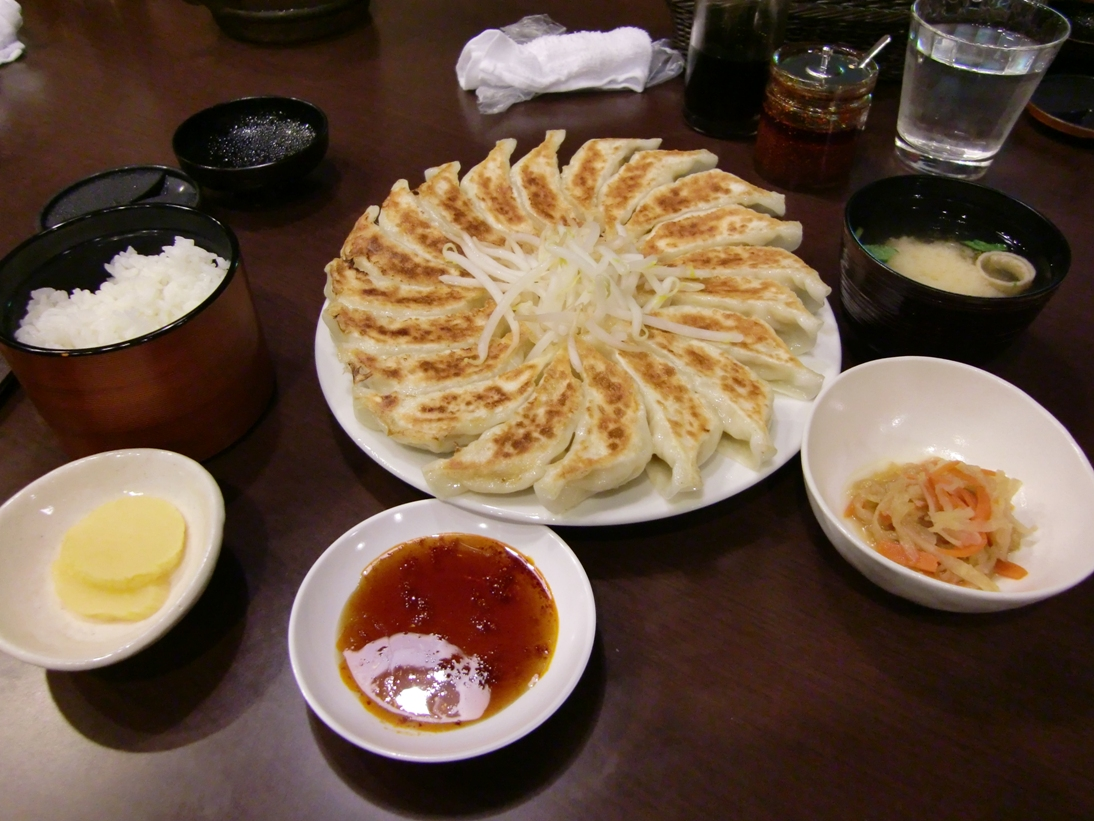
餃子是濱松的代表飲食

### 藝術
濱松是一座樂器之都，因此音樂文化特別發達。濱松現在舉辦有濱松國際鋼琴大賽和濱松世界青少年合唱節等音樂活動，試圖打造濱松成為音樂之都。濱松市還設有濱松市樂器博物館，是日本首個公立的樂器博物館。除此之外，濱松市還有濱松市美術館、濱松科学館等藝術文化設施。

### 飲食
濱松市的飲食文化亦頗具特色。濱松市與栃木縣宇都宮市並列為日本餃子文化最興盛的兩座都市，而在2011年及2012年，濱松市連續兩年成為日本人均食用餃子數量最多的城市。濱松市內有眾多以餃子聞名的餐館，餃子已深入濱松的飲食文化之中。和日本其他地區多使用大白菜不同，濱松餃子較多採用捲心菜作為內餡，因此味道較甜，在日本的餃子中獨樹一幟。濱松飲食文化的另一象徵是鰻魚。濱松不僅是日本重要的鰻魚產地，亦是日本人均鰻魚蒲燒消費量最多的都市。由於濱松地處東京和大阪之間，在濱松可以同時品嚐到關東風和關西風的鰻魚蒲燒，是為濱松鰻魚蒲燒的特色。

### 教育
濱松市內現在有三所國立、公立大學，分別是靜岡大學濱松校區（設有工學院和信息學院）、濱松医科大學和靜岡文化藝術大學。濱松市內還有濱松大學和濱松學院大學等四座私立大學。濱松市現在一共有26所高中，58所初中（其中市立初中49所）、102所小學（其中市立小學101所）。

## 交通
濱松市內最重要的車站是濱松站。東海旅客鐵道（JR東海）有三條鐵路路線途徑濱松市，分別是東海道本線、飯田線和東海道新幹線。濱松市當地還有兩家小型的鐵道公司。遠州鐵道經營的遠州鐵道鐵道線是濱松市民重要的通勤、通學交通手段。天龍濱名湖鐵道則經營有天龍濱名湖線。這條線路曾是日本國鐵的鐵路路線。濱松市內雖曾有市營公車運行，但已在1986年廢止。現在濱松市的公車大多由遠鐵巴士公司運行。在公路交通方面，東名高速公路和新東名高速公路均途徑濱松市。濱松市內還有國道1號、國道42號、國道150號、國道152號、國道257號、國道301號等重要道路通過。濱松市內雖然有一座濱松機場，但為航空自衛隊用機場，不對一般民眾開放。距離濱松最近的機場是中部國際機場和靜岡機場。

## 姊妹都市和提攜都市
濱松市和以下城市是姊妹都市和提攜都市：
| 國家           | 城市                     | 締結日期       | 對象   | 備註             |
| -------------- | ------------------------ | -------------- | ------ | ---------------- |
| 美国           | 卡馬斯（華盛頓州）       | 1981年9月29日  | 細江町 | 姊妹都市         |
| 美国           | 波特維爾（加利福尼亞州） | 1981年10月2日  | 三日町 | 姊妹都市         |
| 美国           | 奇黑利斯（華盛頓州）     | 1990年10月22日 | 引佐町 | 姊妹都市         |
| 美国           | 羅徹斯特（紐約州）       | 2006年10月12日 | /      | 姊妹都市         |
| 波蘭           | 華沙（馬佐夫舍省）       | 1990年10月22日 | /      | 音樂文化交流都市 |
| 中华人民共和国 | 瀋陽市（遼寧省）         | 2010年8月28日  | /      | 友好交流都市     |
| 中华人民共和国 | 杭州市（浙江省）         | 2012年4月6日   | /      | 友好都市         |
| 中華民國       | 臺北市                   | 2013年7月31日  | /      | 觀光交流都市     |

## 本地出身之名人
- 天野浩：2014年諾貝爾物理學獎得主
- 知念侑李：偶像藝人，Hey! Say! JUMP成員
- 大石参月：演員、模特兒
- 佐藤由加理：前AKB48、前SDN48成員
- 百田夏菜子：偶像藝人，桃色幸運草Z隊長[64]
- 小野二郎：連續十年獲得米其林指南評比三顆星，被稱作壽司之神
- 本田宗一郎：本田技研工業創辦人。
- 沢村玲：偶像藝人，ONE N' ONLY 成員；演員